# Nematolampas venezuelensis
Nematolampas venezuelensis is een inktvissensoort uit de familie van de Lycoteuthidae. De wetenschappelijke naam van de soort werd voor het eerst geldig gepubliceerd in 2003 door Arocha.